# Schiaparelli (cratère lunaire)
Pour les articles homonymes, voir Schiaparelli.

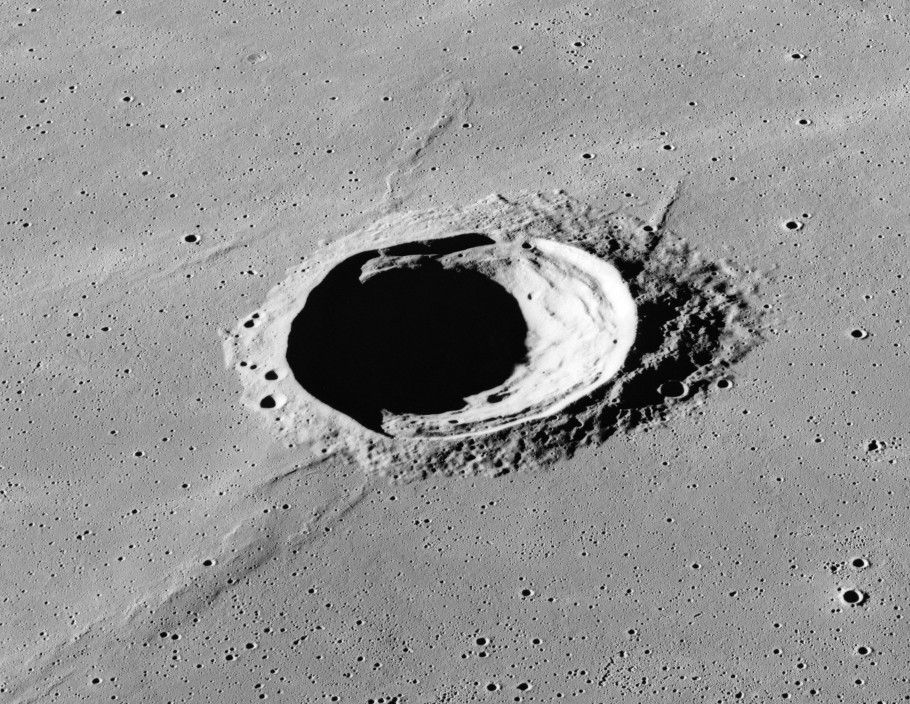
Vue oblique de Schiaparelli depuis Apollo 15.

Schiaparelli est un cratère lunaire situé dans la partie ouest de la mer lunaire Oceanus Procellarum, à l'ouest du cratère Hérodote. Le rebord du cratère est relativement pointu et relativement épargné de l'usure provoquée par les impacts ultérieurs à sa formation. Les parois internes se sont effondrées pour former un terrassement nivelé autour de la majeure partie des côtés. Le plancher intérieur est quelque peu irrégulier, mais sans impacts notables.
Ce cratère se trouve dans une partie relativement plate et monotone de la mare, même si une série de rayons du cratère lointain Glushko passe le long de la limite sud-est du rebord, ce qui le rend facile à identifier. Une faible crète ou dorsum va du rebord du cratère jusqu'au nord. La hauteur centrale du cratère est de faible valeur.

## Cratères satellites
Par convention, les cratères satellites sont identifiés sur les cartes lunaires en plaçant la lettre sur le côté du point central du cratère qui est le plus proche de Schiaparelli.
| Schiaparelli | Latitude | Longitude | Diamètre |
| ------------ | -------- | --------- | -------- |
| A            | 23.0° N  | 62.0° O   | 7 km     |
| C            | 25.8° N  | 62.2° O   | 6 km     |
| E            | 27.1° N  | 62.0° O   | 5 km     |

Les cratères suivant ont été renommés par l'Union astronomique internationale :
- Schiaparelli B — Voir cratère Zinner.
- Schiaparelli D — Voir cratère Golgi.

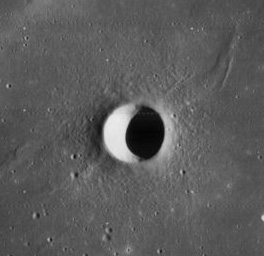
Lunar Orbiter, 4 image de Schiaparelli A
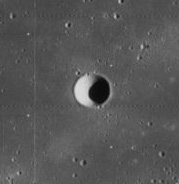
Lunar Orbiter 4, image de Zinner (Schiaparelli B)
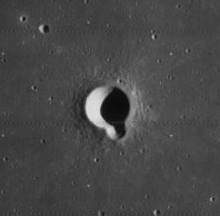
Lunar Orbiter 4, image de Schiaparelli C
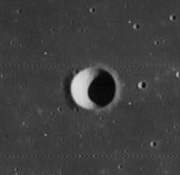
Lunar Orbiter 4, image de Golgi (Schiaparelli D)
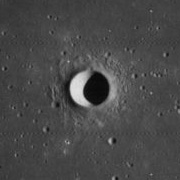
Lunar Orbiter 4, image de Schiaparelli E